# Macrocneme euphrasia
Macrocneme euphrasia är en fjärilsart som beskrevs av William Schaus 1924. Macrocneme euphrasia ingår i släktet Macrocneme och familjen björnspinnare. Inga underarter finns listade i Catalogue of Life.